# Phlyctenactis
Genre
Phlyctenactis est un genre d'anémones de mer de la famille des Actiniidae.

## Liste d'espèces
Selon ITIS:
- Phlyctenactis morrisoni Stuckey, 1909
- Phlyctenactis tuberculosa (Quoy & Gaimard, 1833)

## Publication originale
- Stuckey, 1909 : A review of the New Zealand Actiniaria known to science, together with a description of twelve new species. Transactions of the N.Z. Institute, vol. 41, p. 374-398.